# Renneval
Renneval település Franciaországban, Aisne megyében. Lakosainak száma 127 fő (2022. január 1.). Renneval Chaourse, Dagny-Lambercy, Morgny-en-Thiérache, Sainte-Geneviève, Vigneux-Hocquet és Vincy-Reuil-et-Magny községekkel határos.

## Népesség
A település népessége az elmúlt években az alábbi módon változott:
| Lakosok száma | 184  | 161  | 163  | 131  | 133  | 127  | 113  | 111  | 111  | 127  |
|               | 1968 | 1982 | 1990 | 2006 | 2013 | 2015 | 2017 | 2019 | 2020 | 2022 |